# هجوم اللاذقية 2015–16
هجوم اللاذقية 2015–16 كانت حملة عسكرية في الحرب الأهلية السورية التي شنتها القوات الحكومية في أكتوبر 2015 لاستعادة الأراضي التي يسيطر عليها المتمردون في محافظة اللاذقية المتاخمة لتركيا.

## الهجوم

### التقدم الحكومي الأولي
في 15 أكتوبر شنت القوات الحكومية هجوما واسع النطاق في ريف اللاذقية الشمالي. في 19 أكتوبر استولى الجيش على نقطة 1112 ونقطة 482 وتل الثامية وكوا الحطب وتل طلاثا في جبال الزهية في شمال اللاذقية بعد التقدم شمالا من قمة تل زيوايك. في اليوم التالي قتلت الغارات الجوية الروسية باسل زامو قائد الفرقة الساحلية الأولى للمتمردين مع أربعة مقاتلين آخرين وفقا لأحد التقارير. تفيد تقارير أخرى أن عدد القتلى من الهجوم بلغ 45 شخصا بمن فيهم 15 مدنيا على الأقل.
في 30 أكتوبر استولى المتمردون على مناطق في كفر دلبه لكن القوات الموالية للحكومة نفت ذلك.
في الفترة ما بين 1 و3 نوفمبر وقعت اشتباكات عنيفة لقرية غمام في جبال اللاذقية الشمالية. تم الاستيلاء على القرية أربع مرات حيث انتهى المتمردون أخيرا من السيطرة عليها مرة أخرى. قتل 13 جنديا وعدد غير معروف من المتمردين. بعد يومين استولت القوات الحكومية على ثلاث قرى في المنطقة وفي 6 نوفمبر سيطرت على غمام وتلة جبل بكداش تطل عليها.
في 9 و10 نوفمبر أفيد بأن المتمردين استعادوا بعض النقاط في منطقة غمام. غير أن المصادر العسكرية رفضت ذلك.
في الفترة بين 13 و23 نوفمبر استولت القوات الحكومية على 200 كيلومتر مربع من الأراضي. في 25 نوفمبر استولوا على ثلاثة تلال (بما في ذلك تل الياكداش) في جبال اللاذقية وتقدموا حول غمام واستولوا على قرى دير حنا والدغميشلية وبيت عياش.
في الفترة ما بين 18 و23 نوفمبر استولت القوات الحكومية على 10 تلال (بما في ذلك ستة تلال في منطقة جب الأحمر) وثلاث قرى فوق جبال الزاهي.
في 24 نوفمبر استعاد المتمردون جبال الزاهي وتل العتيرا بينما استولت القوات الحكومية على قرية وتلال على جبل الشيخ محمد. في اليوم التالي تقدمت القوات الحكومية في مناطق جبال الزاهي وعطيرة واستعادت الزاهي.

### اسقاط الأتراك للطائرة الروسية
في 24 نوفمبر أسقطت الطائرة التركية جنرال دايناميكس إف-16 فايتينغ فالكون الطائرة الروسية سوخوي سو-24 بالقرب من الحدود السورية التركية. قتل طيار روسي في حين توفي جندي روسي آخر في عملية الإنقاذ التي جرت في منطقة جبل اللاذقية الشمالية. كما دمر طاقم من طراز تاو طائرة هليكوبتر روسية. ظل الطاقم بلا أذى. في وقت لاحق من ذلك اليوم وصل الطيار الثاني إلى مطار اللاذقية العسكري بعد أن تم إنقاذه من قبل القوات الخاصة.
تعرض جبل تركمان لقصف مكثف من قبل الروس بعد إطلاق النار من طائرة مفخخة من قبل سلاح الجو التركي.
في 27 نوفمبر قاتلت جبهة النصرة المرتبطة بتنظيم القاعدة وحزب تركستان الإسلامي في سوريا ضد القوات السورية وحزب الله حول جبل نوبة حيث قصفها الجيش السوري بالمدفعية جبل الأكراد. أدى القصف المدفعي المكثف الذي قام به الجيش السوري بمئات الصواريخ إلى مقتل 15 مقاتلا من حزب تركستان الإسلامي مع قائده العسكري في جبل تركمان. حزب تركستان الإسلامي ذكر أكثر من 30 قتيلا في اشتباكات مع القوات الحكومية خلال الأسبوع. في اليوم نفسه استولت القوات الحكومية على تلين أخريين وتأمين جبل النوبة.

### استمرار التقدم الحكومي
في 1 ديسمبر استولت القوات الحكومية على ثلاث قرى وجبل الكشكار. مع هذه التطورات كان الجيش يسيطر سيطرة كاملة على منطقة الجب الأحمر.
بين 3 و15 ديسمبر استولت القوات الحكومية على 20 قرية وتل. خلال هذه الفترة استعاد المتمردون الإسلاميون أيضا عدة نقاط تفتيش حول جبل النوابه. قتل اثنان من قادة المتمردين بسبب الغارات الجوية الروسية في ريف اللاذقية الشمالي.
في 16 ديسمبر استولت القوات الحكومية على جبل النوبة الاستراتيجية في ريف اللاذقية الشمالي. في اليوم نفسه استولوا أيضا على قمم تلة تقعان على حدود محافظة إدلب.
بين 17 و20 ديسمبر استولت القوات الحكومية على 10 قرى أخرى ونقاط على طول الحدود التركية في حين استعاد المتمردون جبال جبل السيد واستعادوا جزئيا جبل النوبة.
في 23 و24 ديسمبر قيل أن القوات الحكومية التي تدعمها الغارات الجوية الروسية استعادت جبل النوبة وجبل السيد.
في الفترة بين 25 ديسمبر و10 يناير فرضت القوات الحكومية سيطرة كاملة على أكثر من 12 قرية وتلال أخرى بما في ذلك منطقة قطف العالم. من هؤلاء تمكن المتمردون من استعادة قريتين فقط.

### الاستيلاء على سلمى وربيع
في صباح 12 يناير فرضت القوات الحكومية سيطرتها الكاملة على قرية طرطية الاستراتيجية الواقعة إلى الشرق من معقل سلمى المتمرد الذي يعتبر أهم موقع للمتمردين في جبل الاكراد في ريف اللاذقية الشمالي. في وقت لاحق من ذلك اليوم استولى الجيش على سلمى.
في اليوم التالي وسع الجيش سيطرتهم من سلمى واستولوا على المرونية ومرج خوخه. بحلول 15 يناير سيطروا على ست قرى أخرى مع انهيار دفاعات المتمردين.
في 16 يناير 2016 استولت القوات الحكومية على العديد من التلال المطلة على الصراف فضلا عن ست قرى أخرى.
في اليوم التالي استولى الجيش على قمرين جبليين بالقرب من بلدة الرابية الاستراتيجية وست قرى في جبل الأكراد وجبل التركمان.
في 20 يناير استمرت القوات الحكومية في الاستيلاء على قريتين أخريين. غير أن هجوما مضادا للمتمردين في الفترة بين 18 و20 يناير أدى إلى استعادة أربع قرى وتلة. ومع ذلك كانت قبضتهم على هذه المواقع المستعادة ضعيفة بسبب أن القوات الحكومية لا تزال تحتل المرتفعات الاستراتيجية.
في 21 يناير بدأ هجوم للجيش متجدد وبحلول 24 يناير استولوا على 20 قرية تحيط بمدينة ربيعة الاستراتيجية من ثلاثة جوانب. تم الاستيلاء على ربيعة نفسها في ذلك اليوم.
على العموم بين 12 و25 يناير شنت الطائرات الحربية الروسية والسورية أكثر من 522 غارة جوية في حين أطلقت القوات البرية الحكومية أكثر من 3000 قذيفة صاروخية وصاروخ مما أدى إلى سيطرتهم على 36 مدينة وقريتي سلمي وربيع وهما معقلان رئيسيان للمتمردين في جبل الأكراد وجبل التركمان. قتل 72 جنديا سوريا و124 مقاتلا أجنبيا من المتمردين خلال هذين الأسبوعين من العمليات.

### الجيش السوري يتوجه نحو كنسبا
بين 27 و31 يناير استولت القوات الحكومية على سبع قرى وجبل رويسة النمر وجبل الملقا.
في 1 فبراير استعاد المتمردون نورة بالقرب من الحدود التركية بعد انسحاب القوات الحكومية تماما من القرية والتلال المحيطة بها. في الوقت نفسه شرق جبل التركمان واصلت القوات الحكومية التقدم شمالا نحو معقل المتمردين كنسبا.
في 3 فبراير قتل مستشار عسكري روسي بتدريب جنود سوريين على استخدام أسلحة جديدة نتيجة قصف مدفعي هاون في سلمى. أصيب ثلاثة جنود روس آخرين.
بين 6 و7 فبراير استولت القوات الحكومية على قرية عالية وتلة. في اليوم نفسه عبر اللواء 103 من الحرس الجمهوري وغيره من القوات شبه العسكرية السورية نهرا يلتقط قرية باشورا. ساعد الهجوم بشدة من قبل الضربات الجوية الروسية التي استهدفت جبهة النصرة والفرقة الأولى الساحلية التابعة للجيش السوري الحر. في 8 فبراير قاموا بمزيد من التقدم والاستيلاء على أربع قرى منها اثنان في منطقة كنسبا.
في 9 فبراير قتل اللواء 103 التابع للحرس الجمهوري المواطن السعودي وقائد جبهة النصرة للجبال الكردية عبد العزيز الديبيخي (أبو حمزة). قتل مقاتلو جبهة النصرة بسبب الغارات الجوية الروسية حيث استعاد الجيش عدة مواقع كانوا قد فقدوها في السابق. بعد يومين استعاد المتمردون قريتين بما في ذلك كروجا في أعقاب القتال الذي أسفر عن مقتل 12 جنديا. في 13 فبراير استعاد الجيش عدة مواقع فقدوها بما في ذلك قرية.
في 14 فبراير استولى الجيش على ثلاث قرى وفي اليوم التالي سبعة مواقع أخرى عندما ضغطوا باتجاه كنسبا. مع الاستيلاء على قريتين أخريين في 16 فبراير وصل الجيش إلى كنسبا وبدأت الاستعدادات لهجوم نهائي على البلدة. بسبب إعادة توزيع معظم قوات المتمردين من تل غزالة التي تطل على الحدود التركية لتعزيز الدفاع عن كنسبا استخدمت القوات الحكومية الفرصة واعتدت على التل واستولت عليه. بدأ الهجوم على كنسبا في 17 فبراير وسرعان ما استولت على ثلاث قرى على الجهة الغربية وترك طريقا مفتوحا للمتمردين للتراجع. تم تأمين كنسبا في صباح اليوم التالي. في أعقاب هذا التقدم كان الهدف التالي للجيش هو قرية كاباني وهي من أعلى النقاط في جبل الاكراد التي تطل على سهول الغاب وحيث لا يزال المتمردون قادرين على قصف أماكن مثل القرداحة.

### العمليات النهائية
بين 20 و23 فبراير واصل الجيش تقدمه واستولى على ثماني قرى وتلة شمال كنسبا. في 26 فبراير سيطرت القوات الحكومية على عين البيضاء على الحدود الإقليمية بين اللاذقية وإدلب وفي اليوم التالي استولوا على قرية صراف وتلة نوارت التي تطل على الحدود التي تحتلها جبهة النصرة مع تركيا.
في 2 مارس شن الجيش هجوما على كاباني وتلة. في مكان آخر أفيد بأنهم استولوا على ثلاث قرى وتلة. بعد عشرة أيام اتخذت القوات الحكومية الارتفاع الاستراتيجي لتلة كاباني. خلال هذا الوقت استولى الجيش أيضا على جبل زويقات المطل على كاباني. ومع ذلك أفاد نشطاء المعارضة في 9 مارس أن المتمردين استعادوا زويقات.

## فيما بعد
شن المتمردون بقيادة النصرة هجوما في منتصف أبريل 2016 واستولوا على أجزاء من جبل القلعة وقرية البيضاء. شن الجيش السوري هجوما مضادا في غضون أيام وأعيد الاستيلاء على جميع المواقع التي فقدوها واستمر في الهجوم على مرتفعات كاباني مرة أخرى.
في الفترة ما بين 14 و29 أبريل قامت القوات الحكومية بعشر محاولات فاشلة لاكتشاف تلين استراتيجيين في ضواحي كاباني. في 30 أبريل كانت هناك تقارير متناقضة كانت تسيطر على ارتفاع 1154 مع وقف إطلاق النار لمدة 3 أيام بدأ سريانه.
في 30 مايو استولى الجيش على قمة تل حداده التي تطل على الحدود التركية والقرى التي يسيطر عليها المتمردون في شمال اللاذقية.
في نهاية يونيو شن جيش الفتح الذي تقوده جبهة النصرة بدعم من جماعات الجيش السوري الحر هجوما مضادا على جبال التركمان والأكراد واستولوا على عدة قرى قبل أن ينسحبوا تحت الضربات الجوية الروسية. قتل 33 متمردا و15 جنديا في القتال. ومع ذلك تمكن هجوم ثان من المتمردين بعد بضعة أيام من الاستيلاء على كنسبا فضلا عن عشرات القرى والتلال القريبة. في 8 أغسطس استعاد الجيش السوري كنسبا والقرى والتلال المحيطة به خلال هجوم مضاد.

## التحليل الاستراتيجي
وفقا لتحليل من قبل معارض موالي لقناة الجزيرة كان الهدف من هجوم اللاذقية هو تعزيز الدولة التي تسيطر عليها العلوية (بدعم من روسيا) التي تمتد من الساحل إلى دمشق ويمر بحماة وحمص. سيترتب على ذلك إجبار السكان على مغادرة شمال اللاذقية بحيث يحل محلهم مؤيدو الحكومة. وفقا للمصدر نفسه فإن الهجوم يهدف أيضا إلى إحراج الحكومة التركية والضغط عليها لأن معظم السكان في شمال اللاذقية هم من أصل تركماني. يعزو المصدر تقدم القوات الحكومية إلى الصواريخ القوية التي تستخدمها القوات الجوية الروسية وإلى عدم وجود دعم من المتمردين في محافظتي إدلب وحماة.
من ناحية أخرى تدعي الحكومة السورية أنها تهدف إلى إعادة الاستيلاء على سوريا بأكملها. في هذه الحالة بعد استعادة كل اللاذقية قد تكون الخطوة المنطقية التالية هي الانتقال إلى إدلب المجاورة واستعادة ما فقدته المعارضة في وقت سابق من العام.